# Sindżar (Syria)
Sindżar (arab. سنجار) – miasto w Syrii, w muhafazie Idlib. W 2004 roku liczyło 2583 mieszkańców.